# 金五郎
金 五郞（キム・オラン、朝鮮語: 김오랑、1944年4月5日 - 1979年12月13日）は、大韓民国の軍人。最終階級は陸軍中領（中佐）。本貫は金海金氏。
1979年に発生した粛軍クーデターにおける数少ない犠牲者として知られる。2014年に保国勲章三一章を追贈された。

## 経歴
1944年4月5日、朝鮮の慶尚南道金海郡で生まれた。金海農業高等学校卒業後、1965年に陸軍士官学校第25期生として入学した。1969年に士官学校を卒業し、少尉に任官されて第2歩兵師団捜索隊の小隊長に任命された。猛虎師団の一員としてベトナム戦争に派遣された後、特殊戦司令部第3空輸特戦旅団中隊長や特戦司作戦将校、情報将校などを歴任し、韓国陸軍大学を修了した。卒業後は特戦司第5空輸特戦旅団中隊長に任命され、1979年に特戦司令官である鄭柄宙の秘書室長に抜擢された。
1979年12月12日、当時の国軍保安司令官で後の韓国大統領となる全斗煥などを中心とする軍内秘密組織「ハナ会」などが引き起こした粛軍クーデターの際、鄭を逮捕するために特殊戦司令部に侵入したハナ会側の第3空輸特戦旅団第15大隊と戦闘になり、射殺された。35歳没。当初その遺体は司令部の裏山に仮埋葬されたが、鄭の後任の特戦司令官として着任した鄭鎬溶の命令で改めて部隊葬が行われ、1980年2月に国立墓地に埋葬された。民主化後の1990年には夫人である白栄玉の尽力により、中領（中佐）へ特進している。
盲目であった白は、1990年12月にクーデター当時第9師団長として反乱に参加した大統領の盧泰愚を始め、全斗煥やクーデター時の第3空輸特戦旅団長である崔世昌、第15大隊長として金と交戦した朴琮圭などを相手取って民事訴訟を起こしたが、訴訟進行中だった1991年6月28日に釜山広域市影島区の自宅3階から転落死した。
金の軍人精神を称えるため、第17代国会で安泳根が、第18代国会では金と同じ金海市出身の金正権が、それぞれ「金五郎中領の武功勲章追贈および追慕碑建立建議案」を発議した。2013年に民主党の閔洪喆が再提案し、同年4月22日に可決された。2014年6月6日、金海市三政洞の金海三省初等学校と三政中学校の間を通る遊歩道横に、金五郎の胸像が建立された。

## 家族
- 妻：白栄玉（1948年11月27日 - 1991年6月28日）[7]

## 演じた人物

### TVドラマ
- ヤン・ドンジェ（朝鮮語版） - 第4共和国（MBC、1995年）、第5共和国（MBC、2005年）
- 李光基（朝鮮語版） - コリアゲート（朝鮮語版）（SBS、1995年）

### 映画
- チョン・ヘイン - ソウルの春（2023年）：作中では金をモチーフとした「オ・ジノ」として登場する。